# كونستانتين رامول
كونستانتين رامول (بالإستونية: Konstantin Ramul)‏‏ (30 مايو 1879 - 11 فبراير 1975) أستاذ علم النفس الإستوني ورئيس علم النفس في جامعة تارتو لمدة طويلة، وعُرف بعمله في تاريخ علم النفس التجريبي. 
يعتقد رامول بأن التاريخ يعتمد على علم النفس، بالرغم من انتقاد فيلسوف العلوم إرنست ناغل له «بانه ليس من الواضح أن هناك نوعاً من البحث النفسي الذي له علاقة بمهمة المؤرخ».

## منشورات مختارة
- علم النفس والتاريخ. 1936 أرشيف شامل لعلم النفس 95 (1-2), الصفحات (1-14).
- مشكلة القياس في علم النفس في القرن الثامن عشر 1960 عالم نفس أمريكي 15، الصفحات (256-265).
- من تاريخ علم النفس 1974 جامعة تارتو: تارتوسكي جوز.

## الروابط الخارجية
- Introduction (in Estonian) and photo